# Daniel Stewart
Daniel "Danny" Stewart (Filadelfia, Pensilvania, 20 de enero de 1992) es un exjugador de baloncesto estadounidense. Con 2,01 metros de estatura, jugaba en la posición de alero.

## Trayectoria deportiva

### Universidad
Jugó durante cuatro temporadas con los Broncs de la Universidad Rider, en las que promedió 10,9 puntos y 6,7 rebotes por partido. en su primera temporada fue elegido Rookie del Año de la Metro Atlantic Athletic Conference tras liderar a los novatos de la conferencia en rebotes, con 7,1 por partido, y acabar segundo en tapones, con 1,1. En 2013 fue incluido en el segundo mejor quinteto de la conferencia, y al año siguiente en el primero.

### Profesional
Tras no ser elegido en el Draft de la NBA de 2014, en el mes de agosto firmó contrato con el Atlético Argentino Junín de la Liga Nacional de Básquet argentina. Alí jugó una temporada en la que promedió 11,2 puntos y 6,2 rebotes por partido.
En agosto de 2015 se comprometió con el también equipo argentino del Lanús, donde jugó una temporada en la que promedió 11,4 puntos y 4,9 rebotes por encuentro.
En octubre de 2016 fue elegido en el puesto 40 del Draft de la NBA D-League por los Austin Spurs, equipo con el que firmó contrato.